# Металл кагоме
Металл кагоме (часто металл Кагоме, а также магнит кагоме) — один из типов ферромагнитных квантовых материалов в физике твёрдого тела. Атомная решётка в металле кагоме состоит из многослойных треугольников и больших шестиугольных пустот, что формирует узор, похожий на узор «кагоме» в традиционном японском плетении корзин (другие известные аналогии - звезда Давида или значок (звезда) шерифа в США). Такая геометрия создает плоскую электронную зонную структуру с дираковскими переходами, в которой динамика низкоэнергетических электронов сильно коррелирует.
Электроны в металле кагоме испытывают «трехмерное подобие квантового эффекта Холла»: магнитные эффекты требуют, чтобы электроны текли вокруг треугольников кагоме, что похоже на сверхпроводимость. Это явление наблюдается во многих материалах при низких температурах и сильном внешнем поле, но, в отличие от сверхпроводимости, известны материалы, в которых этот эффект сохраняется при стандартных условиях.
Первым обнаруженным магнитом кагоме, работающим при комнатной температуре и с исчезающим внешним полем, был интерметаллид Fe3Sn2, как было показано в 2011 году. С тех пор было найдено много других металлов кагоме. Магниты кагоме встречаются в различных кристаллических и магнитных структурах, обычно имеющих решетку кагоме из 3d- переходных металлов с постоянной решётки ~ 5,5 Å. В качестве примеров можно назвать антиферромагнетик Mn3Sn, парамагнетик CoSn, ферримагнетик TbMn6Sn6, магнитотвердый ферромагнетик (и полуметалл Вейля) Co3Sn2S2 и магнитомягкий ферромагнетик Fe3Sn2. Все известные к 2019 году металлы кагоме содержали тяжелый элемент олово, который обладает сильной спин-орбитальной связью, но потенциальные материалы кагоме, которые в это время находились на стадии изучения, включали магнитно-легированный полуметалл Вейля Co2MnGa и класс AV3Sb5 (A = Cs, Rb, K). Хотя большинство исследований магнитов кагоме было проведено на Fe3Sn2, с тех пор было обнаружено, что FeSn на самом деле имеет структуру, которая гораздо ближе к идеальной решётке кагоме.
Решетка кагоме содержит массивные фермионы Дирака, кривизну Берри, запрещённые зоны и спин-орбитальную активность, совокупность которых способствуют эффекту Холла и электрическим токам с нулевыми потерями энергии. Такое поведение является многообещающим для развития технологий квантовых вычислений, спиновых сверхпроводников и маломощной электроники. В частности, CsV3Sb5 обладает многочисленными экзотическими свойствами, среди которых сверхпроводимость и топологические состояния. Магнитные скирмионные пузырьки были обнаружены в металлах кагоме в широком диапазоне температур. Например, они наблюдались в Fe3Zn2 при ~200-600 К с использованием просвечивающего электронного микроскопа Лоренца (LTEM), но с высоким критическим полем ~0,8 Тл.
Структура «кагоме» придаёт уникальные свойства не только металлическим сплавам, но и графену.

## Уникальные или экзотические эффекты, свойства и проявления
Для тех или иных видов металлов (магнитов) кагоме предсказаны на моделях или обнаружены в натурных экспериментах различные уникальные эффекты и свойства.
- Для тонких плёнок FeSn магнитные свойства формируются не подвижными электронами, которые свободно и хаотически распределены внутри кристаллической решётки, а локализованными, привязанные к определённым атомам решётки[21][22].
- Нарушение симметрии обращения времени проявляется на поверхности кагоме-сверхпроводника RbV₃Sb₅ при температуре до 175 К (или -98 °C) - ранее подобные эффекты наблюдались при значительно более низких температурах. Так, во всём объёме такого материала нарушение симметрии обращения времени наступает лишь при 60 К (-213 °C)[23].
- Термоэлектрический эффект (эффект Зеебека) - это прямое получение электрического тока из разницы температуры в разных частях металлического предмета. Группа учёных обнаружила, что в некоторых металлах кагоме эффект Зеебека проявляется гораздо сильнее, чем в ранее изученных ими сплавах никеля и золота или в теллуриде висмута[24][25].